# Acebuches
Acebuches es una localidad y pedanía española perteneciente al municipio de El Pinar, en la provincia de Granada, comunidad autónoma de Andalucía. Está situada en la parte meridional de la comarca del Valle de Lecrín. Cerca de esta localidad se encuentran los núcleos de Ízbor, Pinos del Valle y Lanjarón.